# George Pollock

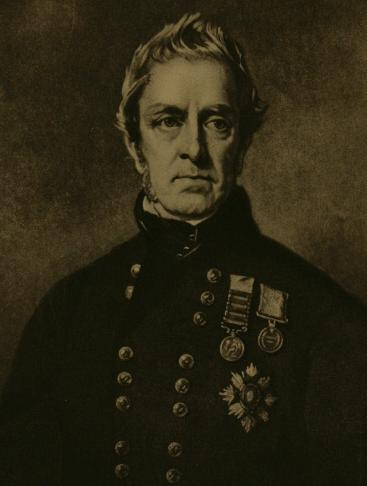
George Pollock

 George Pollock (ur. 4 czerwca 1786, zm. 6 października 1872 w Eastry w Kencie) – brytyjski wojskowy.
21 stycznia 1801 r. rozpoczął naukę w Royal Military Academy w Woolwich. We wrześniu 1803 r. wstąpił do Artylerii Bengalskiej i wyruszył do Indii. Swój chrzest bojowy przeszedł pod Deig w listopadzie 1804 r. w bitwie z Marathami. Brał również udział w oblężeniu Bharatpur na początku 1805 r. Następnie rozpoczął pracę sztabowca. W latach 1814–1816 wziął udział w wojnie z Nepalem, a następnie powrócił do pracy sztabowej.
W 1824 r. otrzymał stopień podpułkownika i rozkaz powrotu do Wielkiej Brytanii. Pollockowi udało się jednak uzyskać stanowisko w siłach brytyjskich w Birmie. Za złużbę w tej prowincji otrzymał Order Łaźni. W 1827 r. wyjechał do Wielkiej Brytanii. Do Indii powrócił w 1830 r. W 1835 r. został pułkownikiem, a w 1838 r. generałem-brygadierem w Dinapore. W tym samym roku został generałem-majorem w Agrze.
Po masakrze brytyjskiej armii w Afganistanie w styczniu 1842 r. Pollock otrzymał komendę nad tzw. „Armią Retrybucyjną”. W kwietniu 1842 r. wyruszył do Afganistanu. W Dżalalabadzie w połowie maja dotarły do niego rozkazy odwrotu do Indii, jednak w lipcu nakazano mu maszerować do Kabulu. Pollock pokonał pod murami miasta armię afgańską i 15 września wkroczył do Kabulu. 17 września przybył tam z Kandaharu generał William Nott. W październiku Pollock i Nott, zniszczywszy Kabul, powrócili do Indii.
W 1844 r. Brytyjczycy ufundowali Medal Pollocka, przyznawany najlepszym kadetom Addiscombe Military Academy. Pollock odszedł na emeryturę w 1870 r. w randze marszałka polnego. W 1871 r. został konstablem Tower of London. W 1861 r. otrzymał Krzyż Wielki Orderu Gwiazdy Indii, a w 1873 r. Krzyż Wielki Orderu Łaźni. W 1872 r. został baronetem. Zmarł w tym samym roku i został pochowany w Opactwie Westminsterskim.